# Cerkiew Zaśnięcia Matki Bożej w Wakijowie
Cerkiew Zaśnięcia Matki Bożej – unicka, a następnie prawosławna cerkiew w Wakijowie, wzniesiona przed 1875 i zburzona w czasie akcji polonizacyjno-rewindykacyjnej w 1938.

## Historia
Unicka parafia Wniebowzięcia Najświętszej Maryi Panny powstała w Wakijowie w 1685. Po likwidacji unickiej diecezji chełmskiej została przymusowo przemianowana na parafię prawosławną. Na potrzeby parafii prawosławnej nie wzniesiono nowej cerkwi. Działała ona do 1915, gdy miejscowi wierni udali się na bieżeństwo. Zaczęli z niego powracać na początku lat 20. XX wieku. Mimo to władze lokalne niepodległej Polski nie wyraziły zgody na otwarcie świątyni, chociaż miejscowa ludność prawosławna, nieznacznie przeważająca liczebnie nad katolicką, ubiegała się o to. O budynek ubiegali się także katolicy, z poparciem biskupa lubelskiego Mariana Fulmana. Ks. Ludomir Tutlis z Perespy również poparł starania miejscowych wiernych, argumentując, że utworzenie w Wakijowie kościoła filialnego jest konieczne dla miejscowych wiernych, którzy dotąd uczęszczali do świątyni w Perespie. Usiłował również wymusić na miejscowych organach władzy przekazanie kluczy do budynku i groził rozbiórką obiektu bez zezwolenia, za co zresztą biskup lubelski udzielił mu upomnienia. Nie tracąc nadziei na uzyskanie praw do świątyni, katolicy sfinansowali jej renowację.
Ostatecznie w 1931 cerkiew stała się siedzibą prawosławnej parafii nieetatowej. Władze państwowe zgodziły się na jej utworzenie pod wpływem wielokrotnych próśb miejscowych wiernych, jak również faktu, iż prawosławni z Wakijowa poparli w wyborach parlamentarnych Bezpartyjny Blok Współpracy z Rządem i zmienili regulamin miejscowego oddziału Ridnej Chaty, by udowodnić swoją lojalność wobec państwa polskiego. Polski Autokefaliczny Kościół Prawosławny dążył do tego, by zalegalizować w pełni istnienie parafii w Wakijowie, jednak podjęte w tym kierunku starania zakończyły się niepowodzeniem. Równocześnie miejscowi katolicy nie zaprzestali starań o prawo do świątyni, twierdząc, że społeczność prawosławna jest mało religijna. Biskup lubelski stwierdził jednak, że nie widzi szans na rekoncyliację cerkwi w Wakijowie.
Cerkiew w Wakijowie została rozebrana w czasie akcji polonizacyjno-rewindykacyjnej w 1938. W miejscowości przetrwała natomiast pozostałość cmentarza prawosławnego (na terenie obecnego cmentarza rzymskokatolickiego).